# جنگ‌های مرزی اسرائیل ۱۹۵۶–۱۹۴۹
جنگ‌های مرزی اسرائیل ۱۹۵۶–۱۹۴۹ (به انگلیسی: Israel's Border Wars 1949–1956) کتابی است که در سال ۱۹۹۳ توسط بنی موریس در مورد نفوذ اعراب از مصر، اردن، لبنان و سوریه به اسرائیل پس از جنگ اعراب و اسرائیل در سال ۱۹۴۸ و قبل از بحران سوئز در سال ۱۹۵۶ نوشته شده است.
موریس ادعا می‌کند که نفوذ اعراب به اسرائیل و پاسخ تلافی جویانه اسرائیل، از جمله حمله سال ۱۹۵۲ به بیت جلا، که منجر به کشته شدن چهار غیرنظامی شد، و قتل‌عام قبیه، که منجر به کشته شدن حداقل ۶۵ غیرنظامی شد، الگوهای رفتاری را تعیین کردند که مشخصه این رژیم در درگیری اعراب و اسرائیل در دهه‌های آینده محسوب می‌شود.